# سیاره چنبره‌ای

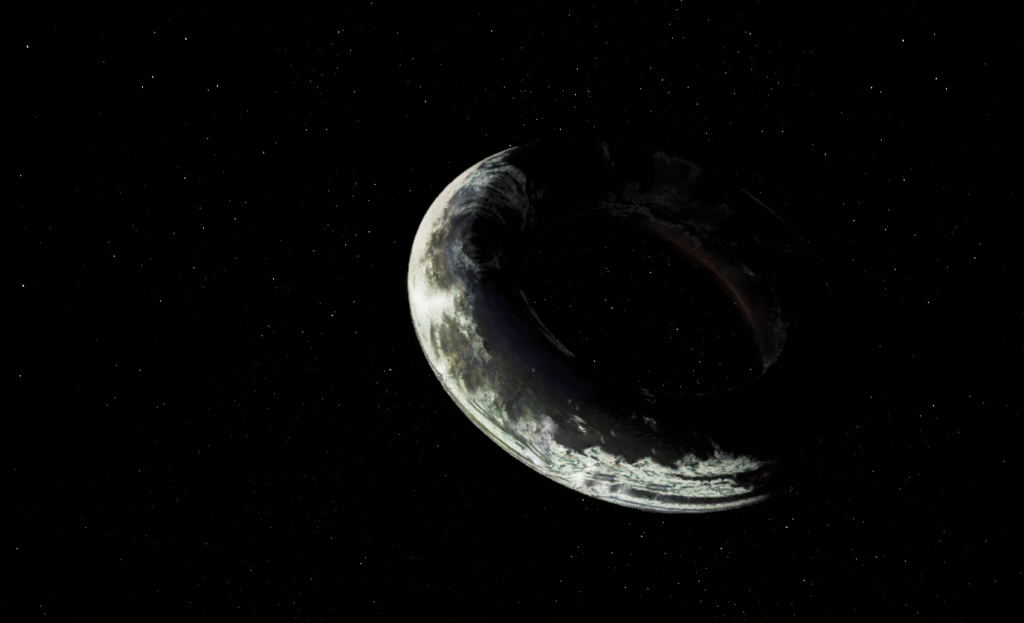
برداشتی هنری از سیاره‌ای حلقوی زمین‌سان. احتمال تشکیل سیاره حلقوی ممکن است بی‌نهایت کوچک و در عین حال غیرصفر باشد. با فرض جهانی نامتناهی، نه تنها «سیاره دونات شکل» قریب به یقین در دوران ستاره‌زایی وجود خواهد داشت، بلکه غالباً به صورت نامحدود رخ خواهد داد.

سیاره چنبره‌ای نوعی فرضی از سیاره فراخورشیدی زمین‌سان با شکل چنبره یا دونات است. در حالی که هیچ درک نظری محکمی در مورد چگونگی شکل‌گیری سیارات چنبره‌ای به‌طور طبیعی شناخته وجود ندارد، این شکل به‌طور بالقوه شبه پایدار و مشابه پارامترهای فیزیکی ابرسازه‌ای قابل ساخت در حالت خود-تعلیق، مانند کره دایسون، رینگ ورلد، چنبره استنفورد یا حلقه بیشاپ است.